# M7牧師式自走炮
牧師式自走炮（英語：M7 Priest）為美軍在第二次世界大戰時研發的一款自走炮。當它進入英軍服役時，英國人便給它起了「牧師」的稱號。這是因為它擁有一個像講道壇般的機槍手位置，以及沿襲英軍「主教式」自走炮的名字，而英國方面的最終命名方案亦採用了牧師型自走炮這個名字。而牧師式自走炮的命名，也奠定日後英軍以神職人員名稱為自走炮命名的傳統，如後來的「司事式」及「主祭式」自走炮。

## 開發

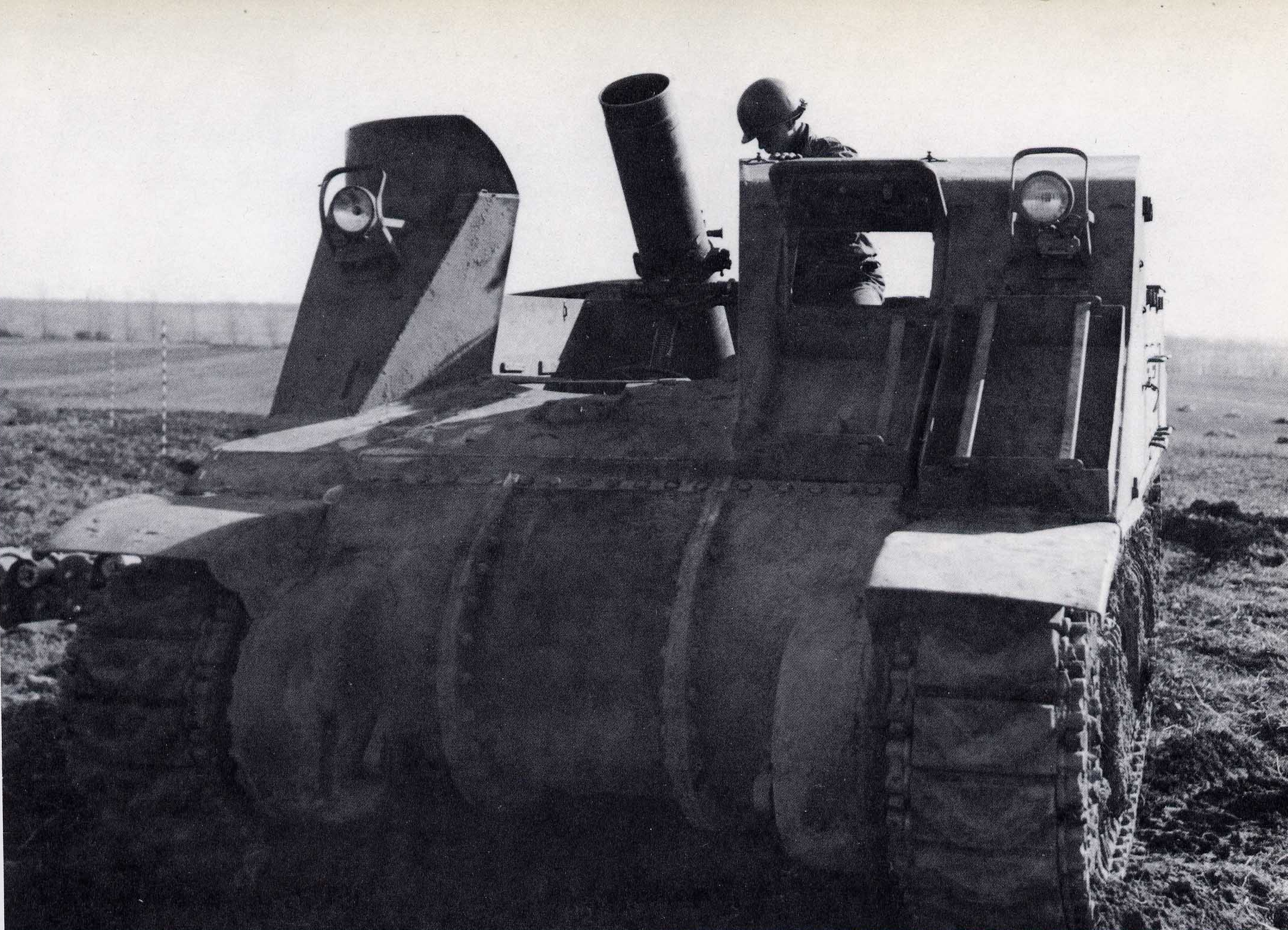
美軍採用M7自走炮車體改裝並裝M3迫擊炮的自走重迫砲車，但未量產

美國在第一次世界大戰後曾有嘗試開發自走炮，但是基本上都沒有脫離原型階段。一方面是貴、二來砲兵軍官們也不曉得開發自走砲的方針該怎麼制定，甚至連是不是該用履帶載具都有意見。直到第二次世界大戰爆發後，德國裝甲部隊在西歐戰場摧枯拉朽的實力擺出後，美軍才決定開發高機動力的自走炮成為裝甲部隊的支援基石方針；但是要採用何種載具則尚無定見，因此美軍剛開始選上了M3半履帶車與75公厘榴彈砲的組合，該實驗車為T-19。但在亞伯丁測試場的表現後，軍方發現半履帶車太小，酬載力及機動力都沒辦法讓它們滿意，最後相信要全履帶車的酬載及防護都比較妥當；在1941年10月，美軍決定以M3李中戰車的底盤作為該款自走炮的基礎，並命名為自走炮。
T-32生產了2輛原型車，1942年1月至亞伯丁測試場驗收，1942年2月5日移交給美國裝甲兵訓練根據地的諾克斯堡測試。該車設計為頂部開放式車身，安裝一門M2A1型105毫米榴彈炮，這門榴彈砲與步兵用的拖曳式M2A1型榴彈砲規格相同，後勤共通；在經過測試後，美國方面的意見認為車子的裝甲應做適度削減，主炮的射角應涵蓋左右45度，而且應具有水平射擊能力，以便在必要時實施反戰車射擊任務。英國的意見希望這輛車裝上自衛機槍，而且認為因為引擎尺寸問題機槍射角會受到限制，因此希望自衛機槍的位置要獨立放置。
經過各方的修訂意見後，1942年2月，自走炮被更名為自走炮，並以修改後的2號原型車為藍本，1942年4月起量產。到1945年戰爭結束而停產前，共生產了3,490輛M7自走炮，分別由三間廠商生產。

## 應用
雖然最早期的自走炮是為了美軍作戰而製造，但根據美國提出的「租借法案」中，美國承諾為盟國提供戰爭物資，所以首批為數90輛的M7自走炮在1942年夏季急忙運往北非，協助英軍第8軍團作戰；該批自走砲在1942年9月運到開羅。經過短暫的換裝訓練後，英軍部隊在1942年11月的第二次阿拉曼戰役中開始讓這批自走炮參戰，而且部隊的評價都相當正面。後來，M7自走炮在北非戰場中取得極大成功，英國更因此希望美國在1943年前滿足他們5,500輛訂單，但這個數字直到戰爭結束都沒達成。但租借法案仍提供了828輛M7自走炮支持英軍度過北非最艱難的那段戰爭，後來英軍在反攻時，發現牧師式自走砲不只能提供步兵間接火力支援；他們利用牧師式可以水平射擊的功能開發出特別的攻堅戰術：利用自走炮發射大量的煙幕彈掩護戰車衝鋒，擅用這項戰術的部隊最知名的為23裝甲旅，該戰法讓軸心國在沙漠中設置的固定陣地效果大減，讓裝甲部隊在沙漠中更具毀滅性。
然而，M7自走炮亦存在一些問題。畢竟M7自走炮是為美軍而生產，有些部份並不合乎英軍的標準；最明顯的問題就是英國沒有使用105公厘的炮彈，該規格是美國自法國承襲而來，因此英國很快地希望美國弄出一輛裝有
QF 25磅榴彈炮的牧師式。在1942年6月，美國將T-32的2號車改裝為T-51式25磅炮自走炮，不過在測試時主炮發生故障，所以研發發生延宕；加拿大很快的用雪曼戰車的底盤開發出了司事式自走炮，因此T-51的研發計畫在1943年3月取消。司事式在1943年夏季起開始在英軍服役，在這之後，英軍原本在北非戰場、義大利戰場等地的M7自走砲逐步將主炮拆除，改裝成「袋鼠裝甲运兵车」。
而在美軍部隊中，M7自走炮在作戰中取得很大成功，在二戰結束前美軍整建了62個M7自走砲營，其中48個為師屬砲兵、14個為獨立自走砲營。美軍每個裝甲師下轄三個營的M7自走炮，為部隊提供有效的火力來源。除了直接火力支援外，有少部分的M7自走炮改裝為牧師OP炮兵觀測車；觀測車將主炮拆除、增裝更多的無線電、線盤、有無線電話機等，為砲兵部隊提供更及時的前進觀測。美軍首次投入M7自走砲是在西西里島登陸，它可以涉水、通過泥濘地區，並提供登陸部隊平射與曲射之火力支援，但是在這類登陸作戰時，M7自走砲的耗損狀況也是相當沉重。
相對於美國陸軍，美國海軍陸戰隊雖然也有配備M7自走炮，但數量相當稀少，大部分陸戰隊砲兵都只得到拖曳型的榴彈炮，M7自走砲主要運用方式是臨時加配給步兵團作為突擊炮運用，為步兵提供更具威力的直射支援火力。到第二次世界大戰結束後，陸戰隊才全面換裝M7自走炮。
除了這些量產型外，美軍還利用M7的設計在1944年改裝了一款搭載口徑284公厘的自走迫擊砲，專用來發射燃燒彈及白磷彈。不過該車並沒有獲得美國陸軍青睞。
二戰後，美軍部隊中仍持續運用這這型武器，直到朝鮮戰爭中，聯合國軍仍使用這款自走炮與北朝軍作戰，相較起拖曳榴彈炮，自走砲更適合在崎嶇的地形靈活更換陣地射擊；不過朝鮮半島的丘陵與山地不利於火炮仰角最高僅35度的射擊發揚，因此改造了127輛M7自走砲主砲仰角提高到65度。在1950年代中期後，M7自走砲的地位逐漸由同等口徑的M52自走炮與M108自走砲取代；並且經由軍援途徑提供給美國盟邦使用，中華民國陸軍在1956年經由美援途徑獲得這款兵器。巴西陸軍直到2010年仍在使用此型車。

## 衍生型號
|                | |  |  |
| 型號           | 說明 |  |  |
|                | |  |  |
| 自走炮         | 第一架自走炮是由中戰車改良而成。為了維持一個模糊的輪廓以便偽裝，美國特意把車上榴彈砲的仰角限制在35°。1942年5月，在自走炮生產不足一個月的時間內，它又再次被改造，以求把炮彈的上限由24發提升至69發。美國當局打算把7發炮彈安置在車身左側，5發在右側，剩餘的安放在裝甲板下面。此外，自走炮在中戰車的基礎下進行了更多的修改，達致和美軍主力戰車M4雪曼有著更多的共同性。 |  |  |
| 自走炮         | 這型號是在中戰車的基礎上完成改良，並在1943年9月至1945年1月完成標準統一，美國更宣佈此型號將代替舊有自走炮的生產標準。 |  |  |
| 自走炮         | 這型號主要在朝鮮戰爭中應用。由於在戰爭中，榴彈炮仰角限制成為一個棘手的問題，所以美國當局把其提升角度加寬至65°，而機槍的轉動角度也提升至360°。這是因為朝鮮境內目凹凸不平的地理環境，敵人往往在高地進行伏擊，所以才需加大主炮的提升角度。生產了127輛。 |  |  |
| 袋鼠裝甲運兵車 | 在自走炮中拆卸主炮而成的裝甲運兵車。為了大量把加拿大士兵運輸往歐洲戰場，英國把M7自走炮改裝為裝甲運兵車。此型號除2位車組外，可讓20位士兵搭乘。總計有102輛M7自走炮改裝成這款型號。 |  |  |